# Stemmi ed emblemi degli Stati dell'Oceania
Questa è una lista degli stemmi e degli emblemi degli Stati dell'Oceania.

## Stati indipendenti
| Nazione                      | Stemma | Motto                                                                            | Articolo                                   |
| ---------------------------- | ------ | -------------------------------------------------------------------------------- | ------------------------------------------ |
| Australia                    |        | Nessuno                                                                          | Stemma dell'Australia                      |
| Figi                         |        | Rerevaka na Kalou ka Doka na Tui (Figiano) Temi Dio e onora la regina            | Stemma delle Figi                          |
| Kiribati                     |        | Te mauri, te raoi ao te tabomoa (Gilbertese) Salute, pace e prosperità           | Stemma delle Kiribati                      |
| Isole Marshall               |        | Jepilpilin ke ejukaan (Marshallese) Realizzazione attraverso lo sforzo congiunto | Sigillo delle Isole Marshall               |
| Stati Federati di Micronesia |        | Peace, Unity, Liberty (Inglese) Pace, unità, libertà                             | Sigillo degli Stati Federati di Micronesia |
| Nauru                        |        | God's Will shall be First (Inglese) Prima il volere di Dio                       | Stemma di Nauru                            |
| Nuova Zelanda                |        | Nessuno                                                                          | Stemma della Nuova Zelanda                 |
| Palau                        |        | Rainbow's End (Inglese) La fine dell'arcobaleno                                  | Sigillo di Palau                           |
| Papua Nuova Guinea           |        | Unity in Diversity (Inglese) Unità nella Diversità                               | Stemma della Papua Nuova Guinea            |
| Samoa                        |        | Fa'avaei le Atua Samoa (Samoano) Samoa è fondata su Dio                          | Stemma delle Samoa                         |
| Isole Salomone               |        | To Lead is to Serve (Inglese) Condurre è servire                                 | Stemma delle Isole Salomone                |
| Tonga                        |        | Ko e Otua mo Tonga ko hoku tofi'a (Tongano) Dio e Tonga sono il mio patrimonio   | Stemma delle Tonga                         |
| Tuvalu                       |        | Tuvalu mo te Atua (Tuvaluano) Tuvalu per l'Onnipotente                           | Stemma di Tuvalu                           |
| Vanuatu                      |        | Let us stand firm in God (Inglese) Fateci restare saldi in Dio                   | Stemma di Vanuatu                          |

## Altre entità politiche
| Nazione                                                                | Stemma | Motto                                                                                             | Articolo                                    |
| ---------------------------------------------------------------------- | ------ | ------------------------------------------------------------------------------------------------- | ------------------------------------------- |
| Isole Cook (dipendente da Nuova Zelanda)                               |        | Cook Islands                                                                                      | Stemma delle isole Cook                     |
| Guam (dipendente dagli Stati Uniti d'America)                          |        | Where America's Day Begins (Inglese) Dove comincia il giorno americano                            | Sigillo di Guam                             |
| Hawaii (Stati Uniti d'America)                                         |        | Ua Mau ke Ea o ka ʻĀina i ka Pono (Hawaiano) La vita della terra viene perpetuata nella giustizia | Sigillo delle Hawaii                        |
| Isole Marianne Settentrionali (dipendente dagli Stati Uniti d'America) |        | Nessuno                                                                                           | Sigillo delle Isole Marianne Settentrionali |
| Niue (dipendente da Nuova Zelanda)                                     |        | Nessuno                                                                                           | Sigillo di Niue                             |
| Isola Norfolk (dipendente da Australia)                                |        | Inasmuch (Norfuk)                                                                                 | Stemma dell'Isola Norfolk                   |
| Nuova Caledonia (dipendente dalla Francia)                             |        | Terre de parole, terre de partage (Francese) Terra della parola, terra della condivisione         | Stemma della Nuova Caledonia                |
| Isole Pitcairn (dipendente dal Regno Unito)                            |        | Nessuno                                                                                           | Stemma delle Isole Pitcairn                 |
| Polinesia Francese (Francia)                                           |        | Liberté, Égalité, Fraternité (Francese) Libertà, Uguaglianza, Fratellanza                         | Stemma della Polinesia Francese             |
| Tokelau (dipendente da Nuova Zelanda)                                  |        | Tokelau No Te Atua (Tokelauano) Tokelau per l'Onnipotente                                         | Stemma di Tokelau                           |
| Samoa Americane (dipendente dagli Stati Uniti d'America)               |        | Samoa, Muamua Le Atua (Samoano) Samoa, lascia che Dio sia il primo                                | Sigillo delle Samoa Americane               |
| Wallis e Futuna (dipendente dalla Francia)                             |        | Nessuno                                                                                           | Stemma di Wallis e Futuna                   |
| Rapa Nui (Cile)                                                        |        | Nessuno                                                                                           | Stemma dell'Isola di Pasqua                 |